# Cannabidiol
Ne doit pas être confondu avec Cannabinol.
Pour les articles homonymes, voir CBD.
Le cannabidiol (CBD) est un composé organique terpénique naturel de la famille des cannabinoïdes présent dans la plante de chanvre. Il a été découvert en 1940 et fait partie des plus de 100 cannabinoïdes découverts (notamment les différents types de THC, le CBN, le CBG et d'autres composés organiques ainsi que des terpènes ou terpénoïdes et les flavonoïdes). Il est le deuxième cannabinoïde constituant de Cannabis sativa (chanvre industriel) et de Cannabis indica (chanvre indien) le plus étudié après le THC. Il est l'un des constituants majeurs, représentant jusqu'à 5 % pour certaines variétés de chanvre.
Médicalement, cette substance chimique est étudiée pour ses potentiels effets thérapeutiques qui restent à confirmer.
Le CBD étant un produit très lipophile, il se retrouve notamment dans le lait maternel et le tissu adipeux. Il pourrait faire décroître le taux d'élimination du THC dans le corps en interférant dans son métabolisme dans le foie. Son usage aurait des effets sédatifs à haute dose et pourrait diminuer la vigilance.

## Historique
Le cannabidiol est étudié depuis le milieu du XVIIIe siècle. Il a êté isolé pour la première fois en 1940 par Roger Adams et al. à partir d'extrait éthanolique de chanvre (Minnesota wild), et par Jacob et Todd à partir de résine égyptienne de Cannabis indica. Conjointement, la formule chimique du CBD (C21H30O2) a été avancée par Adams et al. à partir de leur méthode pour isoler le CBD. La structure et la stéréochimie du CBD ont été déterminées en 1963 par Mechoulam et Shvo.

## Propriétés pharmacologiques
Le cannabidiol a une très faible affinité pour les récepteurs cannabinoïdes endogènes (appelés CB1 et CB2), agit comme antagoniste de ces récepteurs. Il augmente la concentration de l'anandamide synaptique par inhibition de sa recapture et par l’hydrolyse de l’enzyme FAAH (fatty-acid amide hydrolase).
Il agit sur les récepteurs de la douleur ou le système sérotoninergique comme agoniste des récepteurs 5-HT1A, et d’autres récepteurs opioïdes. Il agit par désensibilisation des canaux ioniques, mais également en antagonisant le récepteur sérotoninergique 5-HT3A. Il agirait également en potentialisant l’effet analgésique du THC.
Le cannabidiol est un inhibiteur du CYP1A2, CYP2B6 (en), CYP2C8 (en), CYP2C9, CYP2C19 ainsi que du CYP3A4. Son élimination de l'organisme est lente (demi-vie de 56 à 61 heures par voie orale et 31 heures si fumé) et essentiellement hépatique.

## Applications thérapeutiques
Depuis sa commercialisation à grande échelle, le CBD fait l'objet de nombreuses études scientifiques destinées à lui trouver des applications thérapeutiques, qui demeurent toutefois faibles à l'heure actuelle en dépit des revendications des vendeurs. De fait, selon le professeur Nicolas Authier, « Les preuves scientifiques de l’intérêt thérapeutique du CBD seul (sans THC) sont rares, à l’exception de certaines formes d’épilepsies pharmaco-résistantes pour lesquelles un médicament est déjà disponible en France (l’Epidyolex) ». Les allégations « bien-être » sont quant à elles subjectives et invérifiables, et servent surtout d'argument mercantile.
Les autorités sanitaires françaises ont rappelé dans un arrêté du 30 décembre 2021 que « Les produits contenant du CBD ne peuvent, sous peine de sanctions pénales, revendiquer des allégations thérapeutiques, à moins qu’ils n’aient été autorisés comme médicament. ». À l’heure actuelle, un seul médicament contenant du cannabidiol purifié est autorisé en France : l’Epidyolex. Il relève, lui, de la réglementation des substances vénéneuses.
Certaines études cliniques ont toutefois démontré des interactions neurologiques avec le cannabidiol,.
Le CBD a été étudié pour le traitement des convulsions, de l'inflammation, de l'anxiété, des insomnies et des nausées, ainsi que pour inhiber la croissance des cellules cancéreuses. Il pourrait également présenter un potentiel médical dans le soulagement des symptômes de la dystonie, et dans le traitement de l'épilepsie, de la schizophrénie, de la phobie sociale et des troubles du spectre autistique.
Plébiscité pour soulager les douleurs chroniques, certains chercheurs concluent que les preuves sont insuffisantes pour déterminer l’efficacité du CBD dans la douleur, principalement à cause de l’accès difficile au CBD pur.

### Recherches sur le cancer
En novembre 2007, des chercheurs du California Pacific Medical Center ont constaté des résultats prometteurs contre les cancers du sein métastasés. Des recherches in vitro ont permis de démontrer la désactivation du gène ID1, responsable de la propagation des cellules cancéreuses (du sein et autres types de cancer). La molécule agit en détruisant les cellules cancéreuses en laissant intactes les cellules saines par apoptose. Pour le traitement du cancer, une association avec le Δ9-THC est parfois nécessaire.

### Recherches sur l’épilepsie
L'épilepsie est une maladie neurologique, perturbant le fonctionnement du cerveau. Le CBD a été testé pour la première fois en 2011 sur une fillette de 5 ans du Colorado  appelée Charlotte Figi, atteinte d'une forme rare d'épilepsie et rendue célèbre par le docteur Sanjay Gupta (chef médical de la chaîne d'information américaine CNN) en 2013. Les premiers rapports faisaient état de réductions d'au moins 50 % des crises et certains n'avaient plus de crises pendant une semaine complète. La molécule est administrée au patient par teinture-mère (sous forme d'huile), extraite de la plante de cannabis.
Une variété spéciale, appelée « Charlotte's web (en) » à fort taux de CBD (17 %) et faible taux de THC (0,2 %) a été développée par une association américaine à but non lucratif appelée Realm of Caring. Un projet de loi américain initié par le sénateur républicain Scott Perry le 25 mars 2015 et qui a pour but la légalisation nationale du CBD est déposé sur le site de la Maison-Blanche. L’Australie commence à reconnaître son usage pour le traitement de l'épilepsie. Un cas a été répertorié en France.
GW Pharmaceuticals développe un médicament similaire à cette variété américaine appelé Epidyolex. Après plusieurs mois d'essais cliniques, le médicament a reçu son autorisation de mise sur le marché par l'Union européenne, le 23 septembre 2019 en tant que traitement complémentaire aux offres thérapeutiques existantes.

### Effets secondaires
Le cannabidiol ne semble pas avoir d'effets d'intoxications notables sur le système cardio-vasculaire et ne provoque pas de tachycardie. Des recherches indiquent que le cannabidiol pourrait réduire les effets secondaires du THC.
Chez l’enfant (hors prescription), la femme enceinte ou les personnes souffrant d’une maladie du foie ou des reins, la prise de CBD est déconseillée.
En 2022, une mise à jour d'une revue systématique a étudié les effets secondaires du CBD de forme orale, en intégrant dans cette revue seulement des études cliniques randomisées, en double aveugle, contre placebo. Les effets secondaires statistiquement significatifs les plus retrouvés chez les patients CBD, en comparaison avec le placebo, sont: symptômes gastro-intestinaux, changement d’appétit (perte ou augmentation), éruption cutanée et augmentation des enzymes hépatiques (ALT/AST). D’autres symptômes tels que la somnolence et la fatigue sont très fréquemment rapportés. Parallèlement, ils ont retrouvé des interactions médicamenteuses avec d’autres médicaments, notamment dans les cas de prise de CBD pour épilepsie, il existe des interactions avec d’autres médicaments antiépileptiques. Une autre revue retrouve les mêmes effets secondaires.
Le guide Vidal met d’ailleurs en garde les effets et interactions médicamenteuses du CBD (Epidyolex) : altération de la capacité à conduire des véhicules, interaction alimentaire avec l’alcool, risque d’augmentation des transaminases, risque de perte de poids, risque de somnolence, risque suicidaire, interactions médicamenteuses (millepertuis, anticonvulsivants, fentanyl, alfentanil , etc.)
L’Association Française des Centres d’Addictovigilance a également publié en 2020 un bulletin sur le CBD, puis une note en 2021, alertant sur les interactions avec d’autres médicaments (antiépileptiques, anticoagulants, immunosuppresseurs et méthadone). De plus, le CBD présente un potentiel danger pour les femmes enceintes. En effet, des études effectuées in vitro et in vivo sur le rat ont démontré une toxicité sur la reproduction, cependant pour l’instant aucune étude n’a été effectuée chez l’humain. De même, par mesure de précaution, Vidal conseille une interruption de l’allaitement .

## Biosynthèse

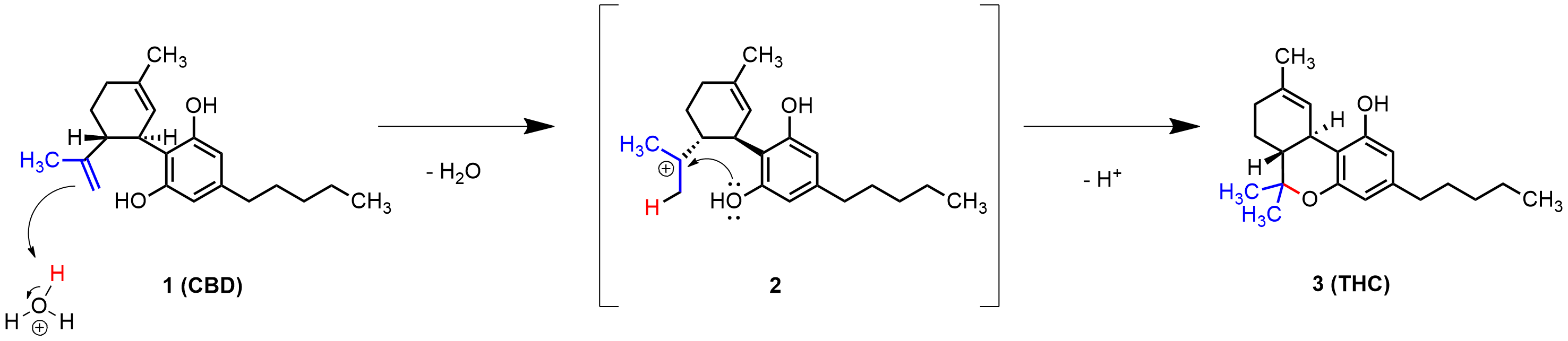
Cyclisation intramoléculaire du CBD en Δ9-THC catalysée par un acide.

Le CBD-acide carboxylique est produit dans le cannabis via la même voie métabolique que le THC, jusqu'à la dernière étape, qui est catalysée par la CBDA synthase au lieu de la THCA synthase.

## Principales méthodes d'extraction

### La technique d'extraction auCO2supercritique
La technique d'extraction au CO2 est certainement la méthode la plus spécifique car elle permet d'isoler le CBD de tous les autres cannabioides. Elle est donc idéale pour avoir le CBD le plus pur possible mais, par conséquent, ne comporte pas l'avantage d'extraire tous les composés et ainsi garder l'effet d'entourage.

### La technique d'extraction par solvant
La technique d'extraction par solvant est beaucoup moins spécifique mais comporte l'avantage d'extraire tous les composés et ainsi garder l'effet d'entourage. Cette technique est à l'origine des huiles dites full spectrum.

### L'extraction par la glycérine végétale
L'extraction par un alcool de type glycerol permet d'extraire l'ensemble des cannabinoïdes. Ce processus breveté consiste à faire macérer le cannabis sativa dans du glycerol, afin d'en extraire progressivement la quasi-totalité des composés actifs présents dans les fleurs de CBD, y compris les terpènes. Les terpènes sont des composés organiques responsables des arômes et des saveurs distinctes des plantes de cannabis. Lorsqu'ils sont préservés dans l'extraction du CBD, ils améliorent considérablement le goût des extraits de fleurs de chanvre, permettant aux utilisateurs de bénéficier d'une expérience plus agréable sans avoir à aromatiser l'extrait.
Seules deux entreprises françaises, le laboratoire Ecosystem commercialisant ses produits via un réseau de vendeurs partenaires, et Mengaia Natural exploitant sur internet la marque H2O CBD, proposent ce type de produit, issu d'une macération dans du glycerol, ce procédé étant breveté et exclusif d'utilisation. Il est néanmoins proposé depuis peu sur le marché français des extraits hydrosolubles obtenus sans macération dans du glycerol, des études scientifiques devront déterminer si les résultats obtenus sont similaires.
Une étude de 2019 a établi que le CBD hydrosoluble présentait une biodisponibilité 4,5 fois plus élevée que le CBD à base d'huile, forme la plus courante sur le marché. Cela signifie qu'à quantité équivalente intégrée dans le corps humain, cette forme de CBD est mieux absorbée et présente ainsi des effets plus intenses.

## Présence du cannabidiol dans le chanvre industriel
La variété industrielle Fédora 17 contient 1 % de cannabidiol sur la masse totale : soit 10 g de substance pure pour 1 kg.
L'extraction peut se faire avec de l'huile d'olive, de l'éthanol ou du CO2.
4 000 tonnes de chanvre industriel sont produites par an en France, 23 000 tonnes en Chine.

## Législation
Il existe quatre différentes possibilités de législation : l’illégalité totale (dans la plupart des pays d'Afrique et du monde arabe, par exemple), la légalité (États-Unis et quelques pays anglo-saxons et européens), la dépénalisation (quelques pays) et la dérogation thérapeutique (beaucoup de pays européens). Dans tous les pays où le cannabis en général est légal, le CBD l'est naturellement aussi.
Souvent, le CBD tombe sous le coup de la législation du cannabis (par confusion avec le THC alors que le CBD n'a pas de propriétés psychoactives selon l'OMS), ou est toléré sans que les produits contenant du THC ne le soient, et sans que des lois l'indiquent explicitement : les législations sont encore très imprécises à son sujet, et probablement destinées à évoluer.
La production et la distribution de fleurs de chanvre étant aujourd'hui légales en France, de nouvelles variétés sont en développement en Europe, lesquelles sont cultivables par les professionnels à condition d'avoir été inscrites au catalogue européen des semences. Celles-ci atteignent des taux de 12 à 14 % de cannabidiol, et sont conformes au taux maximum européen de 0.3 % de THC.

### Suisse

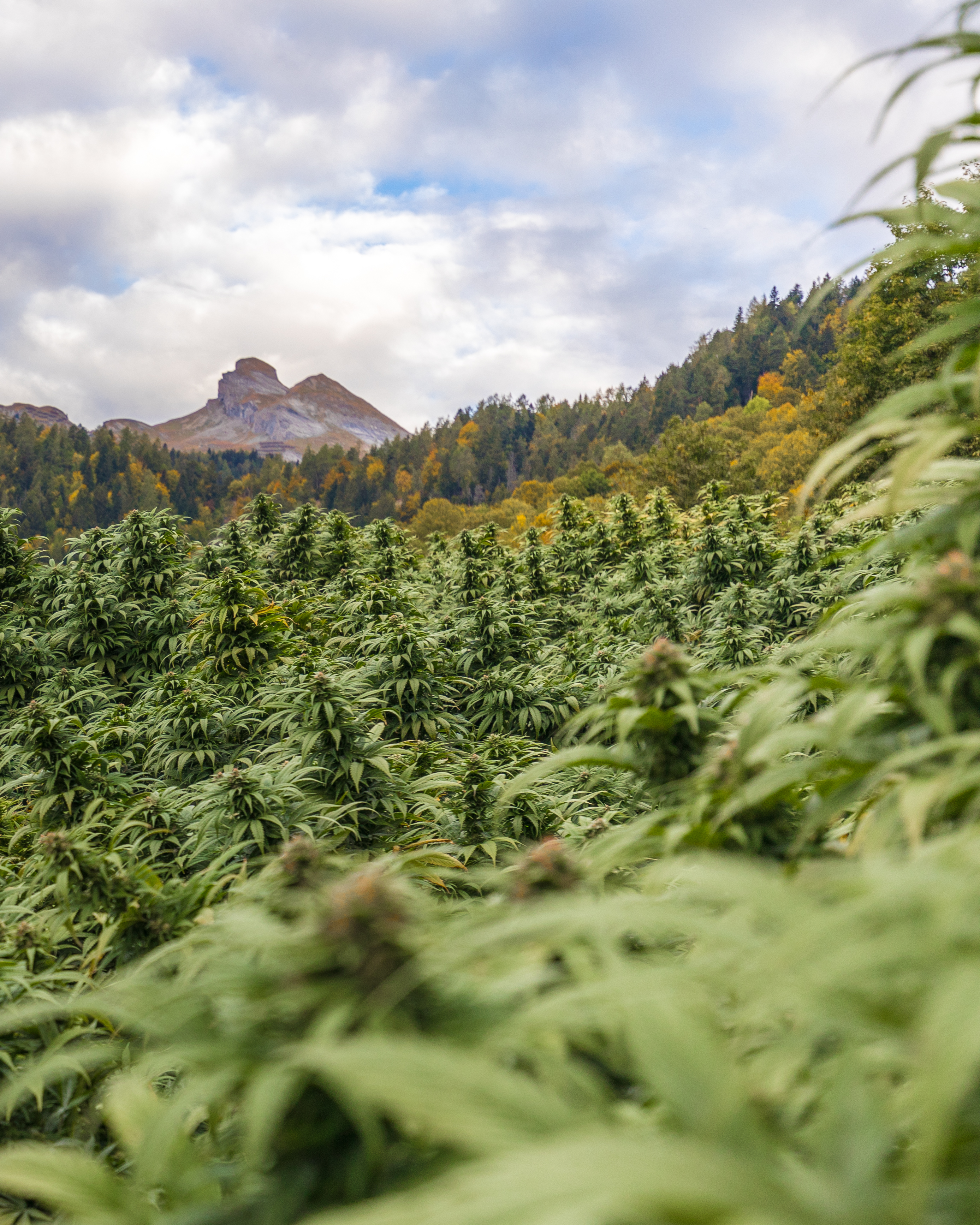
Champ de cannabis en Suisse.

Le CBD n’est pas régi par la loi sur les stupéfiants. Il peut donc être vendu légalement pour autant qu'il contienne moins de 1 % de THC.

### France
En 2013, Marisol Touraine demande à l'ANSM d'étudier le dossier du SATIVEX (nabiximols, médicament à base d’extraits de cannabis, THC et CBD). L'AMM est obtenue début janvier 2014. Il est indiqué pour le traitement de « spasticité dans la sclérose en plaques après échec des autres thérapeutiques » et remboursé à 15 % à partir de octobre 2014 mais la commercialisation ne se fait toujours pas en 2018 en raison d'un désaccord sur le prix de vente,, et ce malgré des questions à l'Assemblée nationale et l'attente des patients.
Des entrepreneurs ont ouvert des commerces, permettant la distribution de produits dérivés du chanvre à base de CBD, les plants ne devant pas dépasser 0,2 % de concentration de THC, et 0 % dans les produits transformés tels que les huiles, gélules, e-liquides et boosters.
En septembre 2019, le tribunal de Bordeaux a jugé en premier et dernier ressort la loi française inconventionnelle : la loi française n'est pas conforme aux textes européens sur le chanvre industriel.
En novembre 2020, la Cour de justice de l’Union européenne a jugé illégale l’interdiction en France de la commercialisation du cannabidiol, à la suite du procès opposant l'entreprise Kanavape et l'État français, soulignant que cette molécule présente dans le chanvre (ou Cannabis sativa) n’a « pas d’effet psychotrope ni d’effet nocif sur la santé humaine ». La Mildeca reconnait la légalité du cannabidiol mais interdit toute allégation thérapeutique. L'affaire Kanavape est renvoyée à la cour d'appel d'Aix-en-Provence qui doit juger définitivement ce dossier.
En juin 2021, la Cour de cassation lève le flou juridique sur le CBD et sa commercialisation. Il est jugé légal dans sa forme issue de la plante de la variété Cannabis sativa subsp. sativa, mais le statut des fleurs en elles-mêmes n'est cependant pas éclairci dans l'arrêt.
Le gouvernement a encadré la production et la distribution du chanvre industriel (dont est issu le cannabidiol) par l'arrêté du 30 décembre 2021 et définit le taux limite de THC à 0,3 %. Il autorise la vente de produits transformés issus du chanvre ainsi que l'exploitation des sommités florales (fleurs et feuilles) mais en interdit la vente au grand public. Le gouvernement justifie cette décision afin de faciliter le travail des forces publiques (différentiation THC/CBD) mais aussi pour des questions de santé publique. Ce qui de l'avis d'experts juridiques n'est pas conforme au droit. Une question prioritaire de constitutionnalité est posée dans la foulée par l’Association française des producteurs de cannabinoïdes (AFPC). Le 7 janvier 2022, le Conseil constitutionnel a donc précisé les critères de définition d’un produit stupéfiant : ce terme désigne une substance psychotrope qui se caractérise par un « risque de dépendance » et des « effets nocifs pour la santé », ce qui pourrait en exclure le CBD. Le 24 janvier 2022, le Conseil d'État invalide l'interdiction de la vente de fleurs et de feuilles brutes de Cannabis sativa contenant moins de 0,3 % de THC,.En 2023, la réglementation sur le CBD (cannabidiol) en France a connu des changements importants. Le 29 décembre 2022, le Conseil d'État a émis une annonce pour officialiser la légalisation du CBD partout en France 3. Ainsi, en 2023, le Cannabidiol avec un taux de THC inférieur à 0,3 % est légal[réf. nécessaire].
L’autorisation comme « novel food » par l’Autorité européenne de sécurité des aliments n’a pour l’instant pas été validée, en attente de données complémentaires sur sa sécurité d’emploi. Les produits  alimentaires contenant du CBD ne sont donc pas formellement autorisés en Europe, bien qu’ils soient disponibles sur le marché français.
Le Conseil d'État a levé l'interdiction de vente de la fleur et de la feuille de chanvre chargée en cannabidiol le 29 décembre 2022.

### Reste du monde

#### Pays où le cannabis et ses composés sont légaux de manière générale
C'est le cas de 8 États américains comme le Colorado et Washington DC, de l'Argentine (depuis 2013), du Canada (depuis 2018), du Mexique, du Pérou, de l'Afrique du Sud, de Malte, de la Géorgie et de la Corée du Sud.
L'Autriche accepte l'utilisation du cannabis en petites quantités pour un usage strictement personnel, mais pas la vente. 

L'Inde, le Pakistan et le Népal tolèrent son usage (notamment à titre privé ou religieux) sans qu'il soit réellement légal. 

Au Maroc, le cannabis est toléré dans la région du Rif.

#### Pays où le CBD est dépénalisé
Dans certains pays, la production, la vente et la détention en grande quantité demeurent généralement illégales, mais la consommation ne fait pas l'objet de répression.

C'est le cas en Jamaïque (comme pour le cannabis en général), en Colombie, en Italie, au Portugal, en Croatie, en Belgique, aux Pays-Bas, au Luxembourg (« décriminalisé »), au Danemark, en Allemagne, en République Tchèque, en Russie et en Australie.
L'Espagne tolère l'usage du cannabis uniquement dans des lieux dédiés.
Certains pays tolèrent la culture et la vente de cannabis et de ses produits dérivés tant que le taux de THC reste inférieur à 0,3 % (sans mention particulière du cannabidiol) : Croatie, Danemark, Italie, Portugal et France.

#### Pays où le CBD est autorisé à titre thérapeutique

##### En Amérique
C'est le cas pour le Chili, la Colombie, l’Argentine, le Mexique, l'Uruguay et le Brésil.

##### En Afrique
Le Zimbabwe, le Lesotho.

##### En Europe
Le Royaume-Uni, la Norvège, la Finlande, l’Espagne, les Pays-Bas, l’Allemagne, la Suisse, la Pologne, la Lituanie, la République Tchèque, l’Autriche la Slovénie, l’Italie, la Macédoine, la Grèce et la Turquie.

##### En Asie
Le Sri Lanka, la Thaïlande, la Corée du Sud, Israël, le Liban.

##### En Océanie
L'Australie, la Nouvelle-Zélande.

#### Pays où le CBD est interdit
Le CBD comme tous les dérivés du cannabis demeurent interdits dans pratiquement toute l'Asie (sauf Sri Lanka, Thaïlande, et Corée du Sud), le monde arabe (sauf le Liban et le Rif) et toute l'Afrique (à l'exception de l'Afrique du Sud, du Zimbabwe et du Lesotho).
Dans certains pays, les peines peuvent être aussi lourdes que dans le cas des drogues dures : ainsi en 2021, un Britannique a été condamné à 25 ans de prison à Dubaï pour la simple possession d'un peu d'huile de CBD.

## Modes de consommation
En France, le cannabidiol vendu depuis 2018 dans les commerces et sites en ligne a généré un nouveau marché et différentes façons de le consommer sont apparues. Il peut être acheté sous forme d'huile, d'extraits hydrosolubles, de fleurs séchées, de cristaux, de liquide pour cigarette électronique, d'infusions ou de capsules. Des produits dérivés tels que des tisanes ou des sodas ont fait leur apparition.

## Autres phytocannabinoïdes présents dans le chanvre
- THC ou tétrahydrocannabinol ;
- CBC ou cannabichromène ;
- CBL ou cannabicyclol ;
- CBV ou cannabivarol ;
- CBN ou cannabinol ;
- THCV ou tétrahydrocannabivarine ;
- CBDV ou cannabidivarine ;
- CBCV ou cannabichromévarine ;
- CBGV ou cannabigérovarine ;
- CBG ou cannabigérol.